# Wybory do Czeskiej Rady Narodowej w 1992 roku
Wybory parlamentarne w Czechach w 1992 roku zostały przeprowadzone w dniach 5 i 6 czerwca 1992. Były to ostatnie wybory przeprowadzone przed rozpadem Czecho-Słowacji. W ich wyniku wybrano 200 deputowanych do Czeskiej Rady Narodowej, która po uzyskaniu przez Czechy pełnej niepodległości 1 stycznia 1993 została przekształcona w Izbę Poselską. Frekwencja wyborcza wyniosła 85,1%. W wyborach zwyciężyła Obywatelska Partia Demokratyczna Václava Klausa w koalicji z chadekami.

## Wyniki wyborów
| Lista wyborcza                                                          | Lista wyborcza                                                          | Głosy     | %    | Miejsca |
| ----------------------------------------------------------------------- | ----------------------------------------------------------------------- | --------- | ---- | ------- |
| Koalicja ODS i KDS                                                      | Obywatelska Partia Demokratyczna                                        | 1 924 483 | 29,7 | 66      |
| Koalicja ODS i KDS                                                      | Partia Chrześcijańsko-Demokratyczna                                     | 1 924 483 | 29,7 | 10      |
| Blok Lewicy                                                             | Komunistyczna Partia Czech i Moraw                                      | 909 490   | 14,5 | 35      |
| Blok Lewicy                                                             | Demokratyczna Lewica                                                    | 909 490   | 14,5 | 35      |
| Czechosłowacka Socjaldemokracja                                         | Czechosłowacka Socjaldemokracja                                         | 422 736   | 6,5  | 16      |
| Unia Liberalno-Społeczna                                                | Partia Zielonych                                                        | 421 988   | 6,5  | 16      |
| Unia Liberalno-Społeczna                                                | Czechosłowacka Partia Socjalistyczna                                    | 421 988   | 6,5  | 16      |
| Unia Liberalno-Społeczna                                                | Partia Wiejska                                                          | 421 988   | 6,5  | 16      |
| Unia Chrześcijańska i Demokratyczna – Czechosłowacka Partia Ludowa      | Unia Chrześcijańska i Demokratyczna – Czechosłowacka Partia Ludowa      | 406 341   | 6,3  | 15      |
| SPR – Republikańska Partia Czechosłowacji                               | SPR – Republikańska Partia Czechosłowacji                               | 387 026   | 6,0  | 14      |
| Obywatelski Sojusz Demokratyczny                                        | Obywatelski Sojusz Demokratyczny                                        | 383 705   | 5,9  | 14      |
| Ruch na rzecz Demokratycznej Autonomii – Partia na rzecz Moraw i Śląska | Ruch na rzecz Demokratycznej Autonomii – Partia na rzecz Moraw i Śląska | 380 088   | 5,9  | 14      |
| Ruch Obywatelski                                                        | Ruch Obywatelski                                                        | 297 406   | 4,6  | –       |
| Emeryci dla Bezpieczeństwa Życia                                        | Emeryci dla Bezpieczeństwa Życia                                        | 244 319   | 3,8  | –       |
| Partia Czechosłowackich Przedsiębiorców, Handlowców i Rolników          | Partia Czechosłowackich Przedsiębiorców, Handlowców i Rolników          | 203 654   | 3,2  | –       |
| Klub Zaangażowanych Bezpartyjnych                                       | Klub Zaangażowanych Bezpartyjnych                                       | 174 006   | 2,7  | –       |
| Razem                                                                   | Razem                                                                   | 6 473 250 | 100  | 200     |